# Старо-Симонково
Старо-Симонково  — деревня в Торжокском районе Тверской области. Входит в состав Мошковского сельского поселения.

## География
Находится в центральной части Тверской области на расстоянии приблизительно 19 км на юг по прямой от районного центра города Торжок.

## История
Деревня была отмечена еще на карте 1825 года как Симонкова. Но уже на карте Менде (состояние местности на 1848 год) показаны были как Старо-Симонково, так и Ново-Симонково. В 1859 году здесь (тогда Старая Симоновка Новоторжского уезда Тверской губернии) было учтено 19 дворов, в 1941 — 47.

## Население
Численность населения: 210 человек (1859 год), 2 (русские 100 %) в 2002 году, 0 в 2010.